# Holland's Next Top Model, seizoen 9
Het negende seizoen van Holland's Next Top Model (HNTM), een Nederlands realityprogramma van RTL 5, startte op 30 augustus 2016 en telde 9 afleveringen.
Ook dit seizoen wordt gepresenteerd door Anouk Smulders. Het hele jurypanel is wel vervangen. Zo wordt Fred van Leer naast zijn rol als coach ook vast jurylid. Verder bestaat de jury uit fotograaf Alek Bruessing en influencer Anna Nooshin.
In dit seizoen lag er een grote nadruk op social media waarbij de modellen moesten vloggen en werden beoordeeld op hun vaardigheden als content creator op social media. Het publiek had dit jaar een grote invloed op het verloop van het programma. De laatste 3 afleveringen werden live uitgezonden en de uitslag werd bepaald aan de hand van publieksstemmen.

## Kandidaten
(de leeftijden zijn op het moment van de opname)
| Naam                      | Leeftijd | Woonplaats          | Geëindigd |
| ------------------------- | -------- | ------------------- | --------- |
| Nynke Bakker              | 19       | Voorthuizen         | 12        |
| Cherie Fransen            | 22       | Breda               | 11 (quit) |
| Lyanne Bierings           | 19       | Berkel en Rodenrijs | 10        |
| Lena Damen                | 20       | Veldhoven           | 9         |
| Sarah Liebregts           | 18       | Maarheeze           | 8–7       |
| Arantxa Oosterwolde       | 17       | Culemborg           | 8–7       |
| Anne-Wytske Hoekstra      | 20       | Renkum              | 6         |
| Denise Bon                | 21       | Wageningen          | 5         |
| Noortje 'Noor' van Velzen | 16       | Leerdam             | 4         |
| Emma Hagers               | 19       | Mijnsheerenland     | 3         |
| Binkina 'Colette' Kanza   | 20       | Rotterdam           | 2         |
| Akke Marije Marinus       | 20       | Dokkum              | 1         |